# Matouš Hozius Vysokomýtský
Matouš Hozius Vysokomýtský zvaný též Hosius, Fifek, Fifka nebo Přestal (asi 1555? Vysoké Mýto - říjen 1589 Kolín) byl český, latinsky píšící humanistický spisovatel a překladatel.
Narodil se patrně ve Vysokém Mýtě, v rodině měšťana Jiřího Přestala. Vystudoval na Karlově univerzitě, roku 1577 získal titul bakalář. Na studiích se spřátelil s Danielem Adamem z Veleslavína. Od roku 1575 byl rektorem školy v Ústí nad Labem, stejný post zastával od roku 1576 v Mělníku a od roku 1580 v Kolíně. Poté si za pomoci sňatku společensky velmi polepšil, především se v roce 1583 stal školním inspektorem a roku 1589 kolínským městským radním. Působil též v místním literátském bratrstvu. Psal v jeho lůně hlavně básně, jež byly vydávány v drobných tiscích. Když zemřel, Daniel Veleslavín vydal roku 1590 jeho překlad geografického spisu o Rusku, který napsal italský válečník v polských službách Alexander Guagnini. Daniel Veleslavín ho vydal pod názvem Vypsání krajin země ruské, jeho dědicové roku 1602 pak pod názvem Kronika mozkevská. Šlo o první soustavnou naučnou práci o Rusku v české literatuře. Kritika samoděržaví v knize byla pro Hozia a Veleslavína patrně skrytou kritikou absolutistických snah Habsburků.